# Richard Bell
Pour les articles homonymes, voir Richard Bell (homonymie) et Bell.
Richard Bell (1876-1952) était un arabisant britannique. Professeur d'arabe à l'Université d'Édimbourg, il fut également pasteur à Newton Wamphray, une petite paroisse de campagne, de 1907 à 1921. 

## Biographie
De retour à Édimbourg, il passa les dernières années de son séjour à l'université à étudier le Coran . Entre 1937 et 1939, il publie une traduction du Coran, et en 1953, son Introduction au Coran (révisée en 1970 par W. Montgomery Watt ). Ces deux ouvrages ont eu une influence déterminante sur les études coraniques en Occident. 
Richard Bell fut l’un des premiers chercheurs à étudier les influences chrétiennes sur le développement de l’islam .